# 法属波利尼西亚大学
法属波利尼西亚大学（法語：Université de la Polynésie française）是法属波利尼西亚的一所公立综合性大学，1999年从法国太平洋大学中独立出来。学校有法国开设的第三所孔子学院。

## 历史
学校最早是成立于1987年的法国太平洋大学的一部分，1999年法国大平洋大学分为新喀里多尼亚大学和法属波利尼西亚大学两所独立的大学。